# Hem-oksigenaza
Hem-oksigenaza je enzim koji katalizira razgradnju molekule hema, čime nastaje biliverdin, željezo i ugljikov monoksid. Postoje tri izoforme enzima hem-oksigenaze. Hem-oskigenazu sačinjavaju flavoprotein i hemoglobin, koji u ovoj funkciji djeluje kao oksigenaza i sam sebe oksidira.

## Kemijska reakcija
Hem-oksigenaza cijepa porfirinski prsten molekule hemoglobina, tako što hidrolizira hemu grupu u hemoglobinu na ugljiku (C-5), između A i B prstena, koji se nakon toga odcijepi u obliku ugljik monoksida. Tako nastaje linearni biliverdin, ili ako je hem još vezan za globin, nastaje verdoglobin.
Kemijska reakcija:
Hem + 3 AH2 + 3 O2 →  biliverdin + Fe2+ + CO + 3A + 3 H2O
Ova reakcija se može odvijati gotovo u svim stanicama. U fiziološkim uvjetima aktivnost ovog enzima najveća je u slezeni.